# Landbote (Abgeordneter)
Landbote (polnisch Poseł (powiatowy)) war die deutsche Bezeichnung für einen  Abgeordneten der zweiten Kammer des Sejm (Reichstag) der polnisch-litauischen Adelsrepublik, sowie der einzelnen Landtage (z. B. in Polnisch-Preußen).
In der zweiten Kammer des polnischen Sejm waren etwa 170–190 adlige Abgeordnete (Landboten) aus den einzelnen Woiwodschaften vertreten, die von den dortigen Landtagen entsandt worden waren. In den Landbotenstuben wurden die Gesetze auf dem Gebiet des Zivil-, Strafrecht und Steuerrechts beschlossen, nachdem sie auf königliche Vorlage hin durch den Senat beraten worden waren.
Der Senat als erste Kammer bestand aus den Senatoren: den Ministern mit dem Großmarschall, den Woiwoden, den Kastellanen, sowie den Erzbischöfen und Bischöfen Polen-Litauens.
Dieses Zweikammersystem bestand seit 1493.